# Saint-Quentin-la-Poterie
Saint-Quentin-la-Poterie település Franciaországban, Gard megyében. Lakosainak száma 3110 fő (2022. január 1.). Saint-Quentin-la-Poterie La Bastide-d’Engras, La Bruguière, Fontarèches, Saint-Laurent-la-Vernède, Saint-Siffret, Saint-Victor-des-Oules, Uzès és Vallabrix községekkel határos.

## Népesség
A település népessége az elmúlt években az alábbi módon változott:
| Lakosok száma | 1356 | 1753 | 2290 | 2869 | 2955 | 3035 | 3054 | 3064 | 3049 | 3110 |
|               | 1968 | 1982 | 1990 | 2006 | 2013 | 2015 | 2017 | 2019 | 2020 | 2022 |